# 강영기
강영기(1961년 8월 26일 ~ 2024년 3월 14일)은 대한민국의 언론인이다.

## 학력
- 제천고등학교 (졸업)
- 충북대학교 (농화학 / 학사)

## 경력
- 스포츠서울 광고국 부국장
- 세명대학교 교양대학 겸임교수
- 스포츠서울 체육팀 차장
- 스포츠서울 사업국장
- 스포츠서울 편집국장

## 생애
그는 1988년 스포츠서울 공채 1기로 입사해 체육팀 차장, 스포츠부장, 광고국 부국장 등을 거쳤다. 2006년 4월 27, 28일 양일간 열린 ‘편집국장 내정자에 대한 임명동의투표’에서 편집국 재적인원 79명 중 75명(94.9%)이 참가한 가운데 찬성 49표, 반대 23표, 무효 3표로 스포츠서울 편집국장에 선임됐다.

### 사망
2024년 3월 14일 사망했다. 향년 63세.